# Johann Georg Dominicus von Linprun

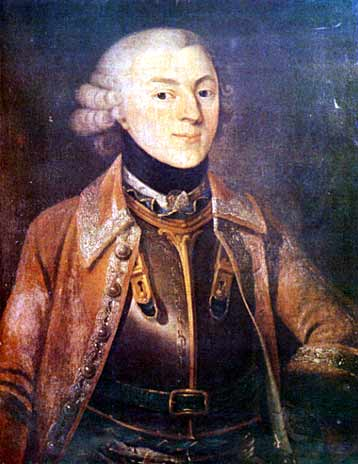
Johann Georg Dominicus von Linprun

Johann Georg Dominicus von Linprun (* 10. Januar 1714 in Viechtach; †  14. Juni 1787 in München) war churfürstlich-baierischer Münz- und Bergrat und einer der Mitbegründer der Bayerischen Akademie der Wissenschaften. Sein Name ist auch in den Schreibweisen Linbrunn, Limbrunn, Limbrun, Lindprun oder Linprunn überliefert.

## Leben
Linprun war Sohn eines nicht-adeligen Land- und Pflegegerichtsschreibers. Er studierte Rechtswissenschaften und Philosophie in Prag, Salzburg und Ingolstadt und erwarb zugleich umfangreiche Kenntnisse auf den Gebieten der Mineralogie und des Bergbaus. Nach dem Studium arbeitete er zunächst als Pflegamtsschreiber, wurde aber 1750 als Münz- und Bergrat nach München berufen und danach wiederholt mit Aufträgen im Zusammenhang mit dem Münzwesen betraut.

## Werk
1753 vertrat er Bayern in Wien bei den Verhandlungen über den so genannten Konventionsmünzfuß. Sein Verhandlungsgeschick war derart herausragend, dass ihn Kaiser Franz I. für seine Verdienste in den Reichsadelsstand erhob.
Besondere Verdienste erwarb er sich ferner in München zusammen mit dem Hauptinitiator Johann Georg von Lori durch seinen Einsatz für eine churbayerische Akademie der Wissenschaften. Deren Vorläufer, die Bayerische gelehrte Gesellschaft, war am 12. Oktober 1758 in der Burggasse 5 – dem Münchener Wohnhaus von Linbrunns – gegründet worden. Noch im Gründungsjahr der Akademie (1759) wurde von Linprun zum ersten Direktor der Philosophischen Klasse der Akademie bestellt, deren Mitglieder anfangs wiederum in seinem Privathaus tagten. Lorenz von Westenrieder schrieb 1804 in seiner Geschichte der baierischen Akademie der Wissenschaften, „die Herren von Linbrunn und Georg von Lori legten zu München den Grund zu einer Akademie der Wissenschaften, welche auf ganz Deutschland wirken sollte“. Linprun unterstützte Graf Sigmund von Haimhausen bei der Leitung der Porzellanmanufaktur Nymphenburg als Geschäftsleiter und führte sie schließlich in einer Zeit großer finanzieller Schwierigkeiten und nachlassender Nachfrage von 1767 bis 1772.

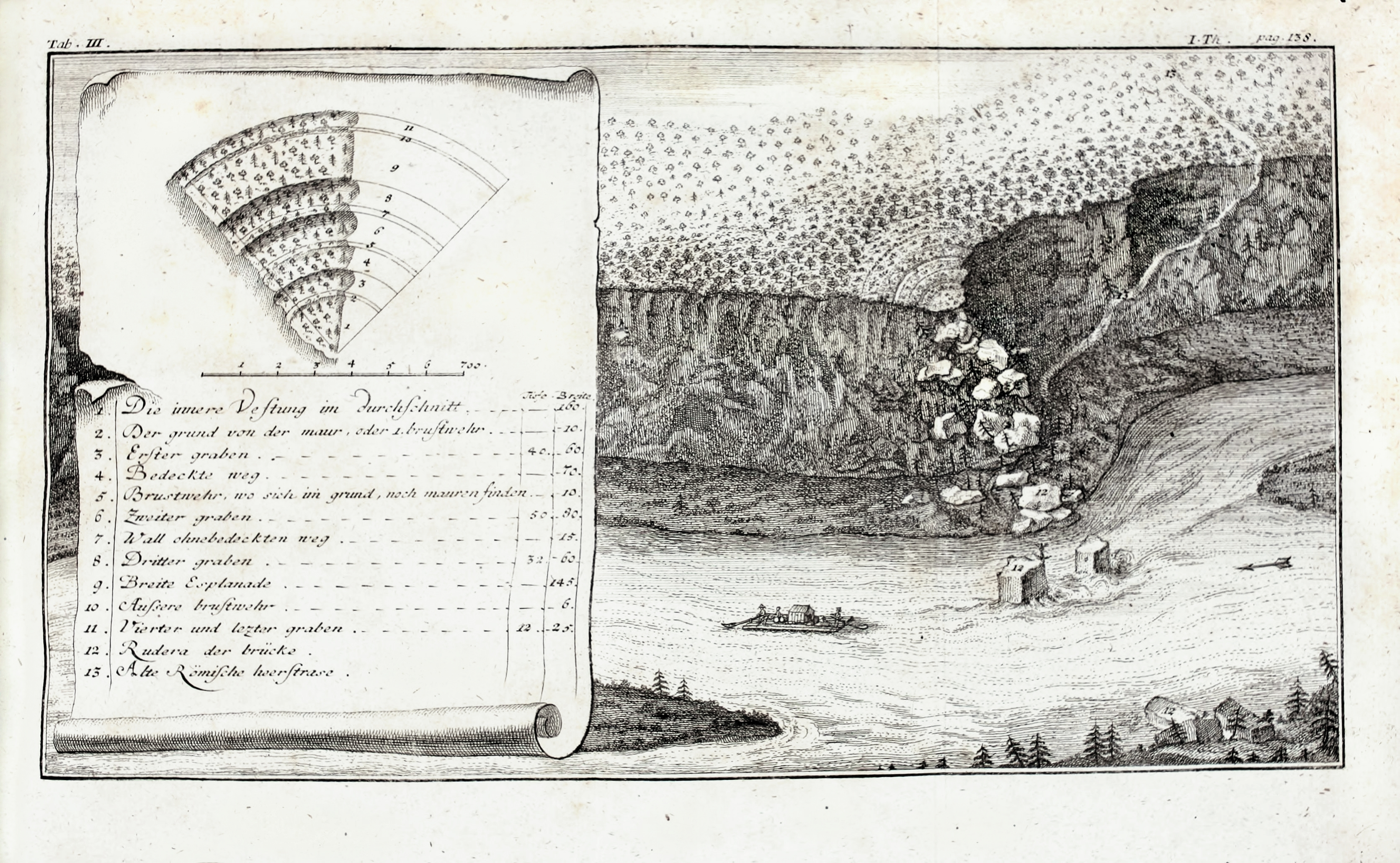
Darstellung (1764) der Römerschanze bei Grünwald, mit dem Georgenstein in der Isar. An dieser Stelle vermutete Linprun die Brücke der alten Römerstraße.

1763 gelangte von Linprun in den Besitz des Lehensguts Laufzorn, einem hinsichtlich seiner architektonischen Gestaltung dem Schloss Schleißheim vergleichbaren Jagdschloss. Durch diesen Besitz wurde er auf eine extrem geradlinig verlaufende Straße in dessen Nähe aufmerksam. Er vermutete, dass diese Straße offenbar eine uralte überregionale Verbindung war, deren Endpunkte er anhand des Studiums von Landkarten in Augsburg und Salzburg ausmachte. Von Linprun brachte zudem die bekannte Tatsache, dass in der Nähe seines Lehensguts wiederholt römische Münzen und Steininschriften gefunden worden waren, mit dem Straßenverlauf in Verbindung: Er war somit der Erste, der 1763 die erste Teilstrecke der alten römischen Heerstraße im Gelände identifizierte, ihren weiteren Verlauf mit einer vermuteten Brücke über die Isar beim Georgenstein durch eigene Recherchen beschrieb und 1764 diese Entdeckung veröffentlichte.

## Ehrungen
Das Gymnasium in seiner Geburtsstadt Viechtach trägt ihm zu Ehren den Namen Dominicus-von-Linprun-Gymnasium. In der Münchner Maxvorstadt ist die Linprunstraße nach ihm benannt.